# Logan Paul
Logan Alexander Paul, född 1 april 1995 i Westlake i Cuyahoga County, Ohio, är en amerikansk internetpersonlighet och fribrottare.

## Biografi
Paul har engelskt, judiskt, skotskt, tyskt och walesiskt påbrå. Han växte upp i Ohio och har en yngre bror, Jake, som även han är en internetpersonlighet.
Under 2017 uppmärksammades Paul för att ha lagt ut ett filmklipp från ett besök i den japanska skogen Aokigahara, vid foten av landets högsta berg. Skogen är känd för det relativt sett stora antalet självmord som äger rum där, och filmklippet Paul publicerade ska ha visat en person som hängt sig i ett av skogens träd. Den hängda personens ansikte var dolt i filmen.
I juni 2022 skrev Paul ett långtidskontrakt med underhållningsföretaget för fribrottning World Wrestling Entertainment.